# Ortografia anglesa
L'ortografia anglesa és el conjunt de convencions i normes d'escriptura de la llengua anglesa que permeten expressar l'anglès oral en forma escrita. Com la majoria d'ortografies del món, l'ortografia anglesa està àmpliament estandarditzada. Ara bé, una peculiaritat de l'ortografia anglesa és que, a diferència de la majoria de llengües, hi ha moltes maneres d'expressar cada fonema i, a la inversa, la majoria de lletres i dígrafs es pronuncien diferent en diferents paraules i contextos. Per aquesta raó, en anglès són freqüents els errors ortogràfics, fins i tot entre els parlants natius. Això es deu al gran nombre de paraules manllevades d'altres idiomes al llarg de la història de la llengua anglesa, sense arribar a consensos ni reformes ortogràfics. La majoria de convencions de l'anglès modern provenen de la pronúncia d'una varietat de l'anglès mitjà; generalment no reflecteixen els fenòmens fonètics que han tengut lloc d'ençà del segle xv (com el gran desplaçament vocàlic).
Malgrat els molts dialectes de l'anglès, l'ortografia anglesa varia molt lleugerament entre variacions regionals. Les dues formes d'escriptura més populars són l'anglès britànic i l'anglès americà; les seves escasses diferències faciliten la comunicació internacional. Tanmateix, això fa que la discrepància entre com es pronuncia i com s'escriu l'anglès en qualsevol de les seves formes dialectals sigui molt gran.